# Porta Morávia

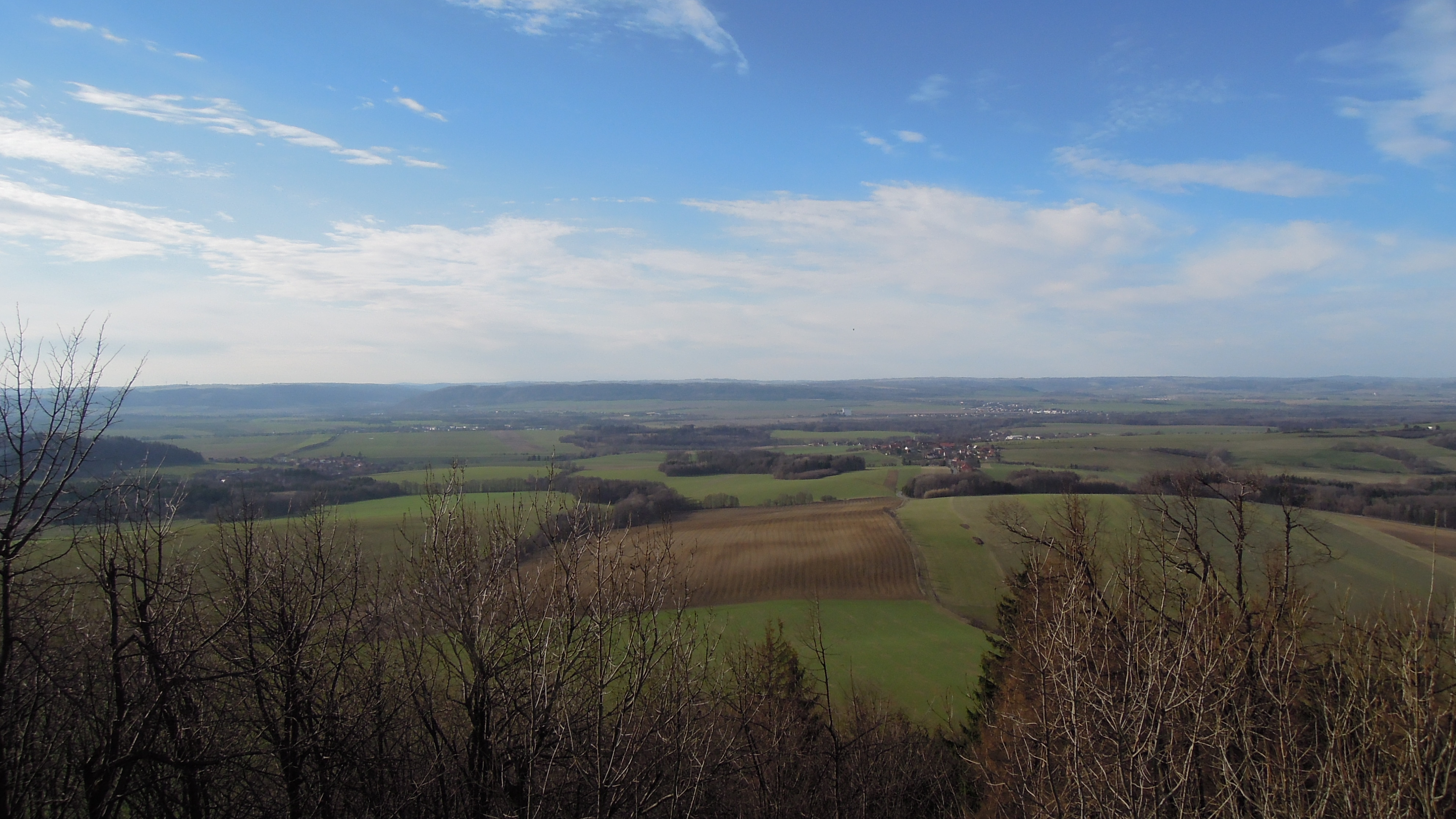
Vista de Starý Jičín sobre a Porta Morávia

Porta Morávia (em checo: Moracská brána) é um acidente geomorfológico na região da Morávia entre os Sudetos e os Besquides que é atravessado pelo Bečva e marca a bacia hidrográfica entre o rio Danúbio e o Óder. Desde a Antiguidade, é importante rota comercial e hoje é cruzado pela linha férrea entre Bruno e Ostrava.